# シナジア
株式会社シナジアは、日本のインターネットビジネスの会社である。

## 概要
ITコンサルタント業を行う企業であり、ウェブサイト作成や記事作成代行、翻訳、ディレクションの請負を中心に事業展開している。

## 沿革
- 2013年11月1日 - 設立[2]
- 2015年10月5日 - 法人登録
- 2021年4月1日 - 公式サイトをリニューアル[2]

## 事業内容
- 記事の入れ込み、管理代行[3]
- ウェブサイト、ECサイト、サテライトサイト制作
- アクセス解析からの集客UP対策、SEO対策
- 検索連動型広告代行
- 記事の英語、中国語翻訳
- 集客コンサルティング[4]
- Facebook、Twitter、LINEでの集客
- インターネットメディア
  - 記事作成代行ドットネット（記事・文章作成代行）
  - デリケートゾーン黒ずみの女神（デリケートゾーンの黒ずみの悩み解決メディア）